# Yellow Pearl
Singles de Phil Lynott
King's Call
(1980) Together
(1982)
Yellow Pearl est une chanson co-écrite et interprétée par Phil Lynott. Paru initialement sur l'album Solo in Soho en avril 1980, elle paraît en single en décembre 1980 en Irlande et trois mois plus tard au Royaume-Uni, où elle ne connaît qu'un succès relativement limité.
Yellow Pearl est ensuite remixée et publiée en single à la fin de l'année 1981, et sur le deuxième album de Lynott, The Philip Lynott Album, en 1982. Cette version remixée, utilisée comme thème musical de l'émission Top of the Pops entre 1981 et 1986, connaît un  succès, se classant à la 14e des charts britanniques.